# Jenny Lind (film 1931)
Jenny Lind è un film del 1931 diretto da Arthur Robison: bio-film sulla vita del soprano svedese Jenny Lind (1820-1887), soprannominata "l'usignolo svedese", ruolo interpretato dalla cantante Grace Moore. Si tratta della versione francese del film statunitense Jenny Lind (A Lady's Morals) di Sidney Franklin che ha sempre come interprete principale Grace Moore, affiancata da Reginald Denny nel ruolo di Paul Brandt.
La sceneggiatura si basa sul romanzo Jenny Lind di Dorothy Farnum di cui non si conosce la data di pubblicazione.

## Produzione
Il film fu prodotto dalla Metro-Goldwyn-Mayer (MGM). Nei credit della versione francese, Grace Moore era identificata come la Prima donna del Metropolitan Opéra di New York.

### Musica
I brani musicali sono scritti (musica e parole) da Carrie Jacobs-Bond, Oscar Straus, Herbert Stothart, Clifford Grey, Arthur Freed e Harry M. Woods.

## Distribuzione
Distribuito dalla Metro-Goldwyn-Mayer (MGM) (come Culver Export Corp.), il film uscì in Danimarca il 28 settembre 1931. In Francia, fu distribuito il 12 febbraio 1932.